# Премијер лига Босне и Херцеговине у фудбалу 2013/14.
Премијер лига Босне и Херцеговине у фудбалу 2013/14. која је због спонзорског уговора носила име БХ Телеком Премијер лига била је дванаеста сезона Премијер лиге Босне и Херцеговине у којој су играли клубови из оба ентитета у Босни и Херцеговини. У овој сезони се такмичи 16 клубова, од чега 5 из Републике Српске и 11 из Федерације БиХ.
Нови прволигаши у овој сезони су Младост из Велике Обарске, (Прва лига РС) и Витез из Витеза (Прва лига Федерације БиХ), уместо Градина из Сребреника и ГОШК-а из Габеле који су на крају сезоне 2012/13. испали у Федерације БиХ.
Титулу првака брани екипа Жељезничар из Сарајева.
Игра се двоструки лига систем (свако са сваким по две утакмице).

## Састав Премијер лига Босне и Херцеговине у сезони 2013/14.
| Екипа         | Град                     | Стадион                      | Капацитет |
| ------------- | ------------------------ | ---------------------------- | --------- |
| Борац         | Бањалука                 | Градски стадион у Бањој Луци | 7,238     |
| Вележ         | Мостар                   | Стадион Врапчићи             | 5.294     |
| Витез         | Витез                    | Градски стадион Витез        | 3000      |
| Жељезничар    | Сарајево                 | Стадион Грбавица             | 16.100    |
| Звијезда      | Градачац                 | Бања Илиџа                   | 5.000     |
| Зрињски       | Мостар                   | Стадион под Бијелим бријегом | 20.000    |
| Леотар        | Требиње                  | Стадион Полице               | 8.550     |
| Младост       | Велика Обарска, Бијељина | Градски Стадион              | 1.000     |
| Олимпик       | Сарајево                 | Стадион Грбавица             | 12.000    |
| Радник        | Бијељина                 | Градски стадион у Бијељини   | 6.000     |
| Рудар         | Приједор                 | Градски стадион у Приједору  | 6.000     |
| Сарајево      | Сарајево                 | Стадион Асим Ферхатовић Хасе | 38.600    |
| Славија       | Источно Сарајево         | Градски СРЦ Славија          | 6.000     |
| Травник       | Травник                  | Стадион Пирота               | 3,200     |
| Челик         | Зеница                   | Стадион Билино поље          | 15.295    |
| Широки Бријег | Широки Бријег            | Стадион Пецара               | 5.913     |

| Борац     | Вележ    | Витез    | Жељезничар | Звијезда         | Зрињски | Леотар  | Младост        |
| --------- | -------- | -------- | ---------- | ---------------- | ------- | ------- | -------------- |
| Бања Лука | Мостар   | Витез    | Сарајево   | Градачац         | Мостар  | Требиње | Велика Обарска |
|           |          |          |            |                  |         |         |                |
|           |          |          |            |                  |         |         |                |
| Олимпик   | Радник   | Рудар    | Сарајево   | Славија          | Травник | Челик   | Широки Бријег  |
| Сарајево  | Бијељина | Приједор | Сарајево   | Источно Сарајево | Травник | Зеница  | Широки Бријег  |
|           |          |          |            |                  |         |         |                |

## Табела и статистика
| #.  | Клуб          | ИГ | Д  | Н  | ИЗ | ГД | ГП | ГР  | Б  |
| --- | ------------- | -- | -- | -- | -- | -- | -- | --- | -- |
| 01. | Зрињски       | 30 | 18 | 7  | 5  | 56 | 21 | +35 | 61 |
| 02. | Широки Бријег | 30 | 17 | 8  | 5  | 66 | 23 | +43 | 59 |
| 03. | Сарајево      | 30 | 16 | 10 | 4  | 45 | 21 | +24 | 58 |
| 04. | Жељезничар    | 30 | 16 | 9  | 5  | 57 | 29 | +22 | 57 |
| 05. | Вележ         | 30 | 15 | 9  | 6  | 42 | 23 | +19 | 54 |
| 6.  | Борац         | 30 | 13 | 6  | 11 | 39 | 32 | +9  | 45 |
| 7.  | Челик         | 30 | 10 | 13 | 7  | 35 | 32 | +3  | 43 |
| 8.  | Олимпик       | 30 | 10 | 11 | 9  | 39 | 30 | +9  | 41 |
| 9.  | Витез         | 30 | 10 | 6  | 14 | 34 | 39 | -5  | 36 |
| 10. | Радник        | 30 | 10 | 6  | 14 | 34 | 50 | -16 | 36 |
| 11. | Младост       | 30 | 8  | 9  | 13 | 24 | 38 | -14 | 33 |
| 12. | Травник       | 30 | 7  | 10 | 13 | 31 | 44 | -13 | 31 |
| 13. | Славија (-3)  | 30 | 9  | 7  | 14 | 27 | 43 | -16 | 31 |
| 14. | Звијезда      | 30 | 9  | 4  | 17 | 25 | 49 | -24 | 31 |
| 15. | Рудар         | 30 | 5  | 12 | 13 | 24 | 39 | -15 | 27 |
| 16. | Леотар        | 30 | 2  | 3  | 25 | 11 | 70 | -59 | 9  |

ИГ = Играо утакмица; Д = Добио; Н = Нерешио; ИЗ = Изгубио; ГД = Голова дао; ГП = Голова примио; ГР = Гол-разлика ; Б = Бодови
|  | УЕФА Лига шампиона 1. коло квалификација |
|  | УЕФА Лига Европе 2. коло квалификација   |
|  | УЕФА Лига Европе 1. коло квалификација   |
|  | Директно прелази у Другу лигу            |

| Првак Премијер лиге Босне и Херцеговине 2013/14. |
| ------------------------------------------------ |
| Зрињски 3. Титула                                |